# Cliffortia burchellii
Cliffortia burchellii là loài thực vật có hoa trong họ Hoa hồng. Loài này được Stapf mô tả khoa học đầu tiên.